# ماهی‌خورک پرنسیپ
 ماهی‌خورک پرنسیپ (نام علمی: Alcedo cristata nais) نام یک زیرگونه از گونه ماهی‌خورک مالاشیت است.